# Michael Dempsey
Michael Stephen Dempsey (Salisbury, Rodésia do Sul, 29 de Novembro de 1958) é um baixista inglês, que pertenceu a várias bandas de post-punk e punk rock, entre as quais os The Cure e os The Associates. Apesar de ser mais conhecido por ter sido um membro fundador dos The Cure, ele tocou baixo durante mais tempo e esteve mais tempo associado tanto aos The Associates como aos The Lotus Eaters.

## Biografia
Dempsey nasceu em 29 de novembro de 1958 em Salisbury, Rodésia do Sul (agora conhecido como Harare, Zimbábue); filho de Nancy e William. Mudou-se para Salfords em Surrey, Inglaterra em 1961, e frequentou a Salfords County School de 1963 a 1970.
Ele então foi para a Notre Dame Middle School entre 1970 e 1972, onde conheceu Robert Smith, Marc Ceccagno e Lol Tolhurst. Aqui eles tocaram música pela primeira vez juntos como The Obelisk em abril de 1972, dando uma performance de fim de ano para seus colegas de classe. Embora ele seja comumente conhecido como um baixista, Dempsey tocou guitarra elétrica para a única performance ao vivo do The Obelisk, enquanto Alan Hill tocou baixo.
Mais tarde, frequentou a Catholic Comprehensive School de Saint Wilfrid (1972-1976) e o Crawley College de 1976 a 1978.
Em janeiro de 1976, Dempsey tornou-se membro co-fundador da Malice, juntamente com Smith, Ceccagno e outros. A banda também contou mais tarde com Laurence Tolhurst e Porl Thompson. Eles tocaram apenas alguns shows ao vivo em dezembro do mesmo ano.
Em 1977, Dempsey, Tolhurst, Smith e Thompson formaram a Easy Cure, que ficou conhecida como The Cure após a saída de Thompson em abril de 1978. Dempsey apareceu como baixista nos singles do The Cure "Killing an Arab"(1978) e "Boys Don't Cry "(1979) e no álbum de 1979 Three Imaginary Boys. Além do frontman Smith, Dempsey teve a distinção de ser o único outro membro do The Cure (além de Simon Gallup na demo inédita, "Violin Song") a cantar os vocais. Ele cantou a música Foxy Lady de Jimi Hendrix Experience, que aparece em Three Imaginary Boys. Ele fez sua última performance ao vivo como membro do The Cure em 15 de outubro de 1979 no Hammerman Apollo Hammersmith Odeon na última noite da turnê do The Cure em apoio ao Siouxsie and the Banshees. Em novembro daquele ano, no entanto, os singles "Jumping Someone Else's Train" do The Cure e "I'm Cult Cult" / "I Dig You" do Cure side-project  Cult Hero também foi lançado com Dempsey tocando, respectivamente, baixo e teclados. O álbum 'Three Imaginary Boys' do The Cure e singles de 1978-1979 com o Dempsey foram mais tarde reempacotados para o mercado dos EUA como  Boys Don't Cry (O Cure Album) 'Boys Don't Cry' álbum de 1980, e ele aparece no início da banda'  Peel Sessions  entre 1978 e 1979. Em 1980, Dempsey deixou o grupo à beira de seu sucesso.